# 卡本希爾 (伊利諾伊州)
卡本希爾（英語：Carbon Hill）是位於美國伊利諾伊州格蘭迪縣的一個村落。

## 地理
卡本希爾的座標為41°17′47″N 88°17′58″W / 41.29639°N 88.29944°W，而該地最高點為海拔高度171米（即561英尺）。

## 人口
根據2010年美國人口普查的數據，卡本希爾的面積為0.48平方千米，當中陸地面積為0.48平方千米，而水域面積為0.00平方千米。當地共有人口345人，而人口密度為每平方千米718人。